# Polska na Światowych Wojskowych Igrzyskach Sportowych 1995
Polska na 1. Światowych Wojskowych Igrzyskach Sportowych – reprezentacja Polski na multidyscyplinarnych, światowych igrzysk wojskowych  zorganizowanych przez Międzynarodową Radę Sportu Wojskowego dla sportowców-żołnierzy, które odbyły się w Rzymie w okresie od 4 do 16 września 1995 roku zdobyła 17 medale (w tym 4 złote, 5 srebrne i 8 brązowe), a w klasyfikacji medalowej zajęła 10 miejsce.

## Zdobyte medale
Reprezentanci Polski (żołnierze WP) zdobyli 17 medali w 9 dyscyplinach.

### Mężczyźni
| Medal  | Zawodnik             | Dyscyplina           | Konkurencja                  | Rezultat | Data |
| ------ | -------------------- | -------------------- | ---------------------------- | -------- | ---- |
| Złoto  | Rafał Kubacki        | Judo                 | kategoria + 95 kg            |          |      |
| Złoto  | Marcin Maliński      | Pływanie             | 400 m st. zmiennym           | 4:19,12  |      |
| Złoto  | ?                    | Pięciobój nowoczesny | mężczyzn drużynowo           |          |      |
| Srebro | Eugeniusz Koczorski  | Jeździectwo          | skoki przez przeszkody       |          |      |
| Srebro | Robert Korzeniowski  | Lekkoatletyka        | chód na 20 km                | 1:22:59  |      |
| Srebro | ?                    | Lekkoatletyka        | sztafeta 4 × 400 m mężczyzn  | 3:04,58  |      |
| Srebro | Piotr Kiełpikowski ? | Szermierka           | floret drużynowo             |          |      |
| Srebro | Włodzimierz Zawadzki | Zapasy               | st. klasyczny, kat. do 62 kg |          |      |
| Brąz   | Jacek Fafiński       | Zapasy               | st. klasyczny, kat. do 90 kg |          |      |
| Brąz   | Piotr Kiełpikowski   | Szermierka           | floret indywidualnie         |          |      |
| Brąz   | Waldemar Lisicki     | Lekkoatletyka        | maraton indywidualnie        | 2:19:21  |      |
| Brąz   | ?                    | Szermierka           | szabla drużynowo             |          |      |
| Brąz   | M. Walas             | Boks                 | kategoria do 54 kg           |          |      |
| Brąz   | Piotr Weremczuk      | Lekkoatletyka        | trójskok                     | 16,30 m  |      |

### Kobiety
| Medal | Zawodnik                     | Dyscyplina  | Konkurencja                                     | Rezultat | Data |
| ----- | ---------------------------- | ----------- | ----------------------------------------------- | -------- | ---- |
| Złoto | Renata Mauer                 | Strzelectwo | karabin sportowy 50 m - trzy postawy            | 579      |      |
| Brąz  | Renata Mauer Aneta Pochowska | Strzelectwo | karabin sportowy 50 m - trzy postawy, drużynowo | 1709     |      |
| Brąz  | Aneta Pochowska              | Strzelectwo | karabin małokalibrowy 50 m                      | 573      |      |

### Podział medali wg dyscyplin
| 1      | Boks                 | 1      | 0      | 0  | 1 | 0 | 0 | 1 | 0 | 0 | 0 |   |   |
| 2      | Jeździectwo          | 1      | 0      | 1  | 0 | 0 | 1 | 0 | 0 | 0 | 0 |   |   |
| 3      | Judo                 | 1      | 1      | 0  | 0 | 1 | 0 | 0 | 0 | 0 | 0 |   |   |
| 4      | Lekkoatletyka        | 4      | 0      | 2  | 2 | 0 | 2 | 2 | 0 | 0 | 0 |   |   |
| 5      | Pięciobój nowoczesny | 1      | 1      | 0  | 0 | 1 | 0 | 0 | 0 | 0 | 0 |   |   |
| 6      | Pływanie             | 1      | 1      | 0  | 0 | 1 | 0 | 0 | 0 | 0 | 0 |   |   |
| 7      | Strzelectwo          | 3      | 1      | 0  | 2 | 0 | 0 | 0 | 1 | 0 | 2 |   |   |
| 8      | Szermierka           | 3      | 0      | 1  | 2 | 0 | 1 | 2 | 0 | 0 | 0 |   |   |
| 9      | Zapasy               | 2      | 0      | 1  | 1 | 0 | 1 | 1 | 0 | 0 | 0 |   |   |
| Ogółem | Ogółem               | Ogółem | Ogółem | 17 | 4 | 5 | 8 | 3 | 5 | 6 | 1 | 0 | 2 |

Źródło

## Polscy multimedaliści na igrzyskach wojskowych 1995
W sumie tylko 1 polski sportowiec zdobył co najmniej dwa medale, w tym 1 złoty.
| Zawodnik/Zawodniczka | Dyscyplina  | Medale |
| Renata Mauer         | Strzelectwo |        |